# St. Markus (Klagenfurt)

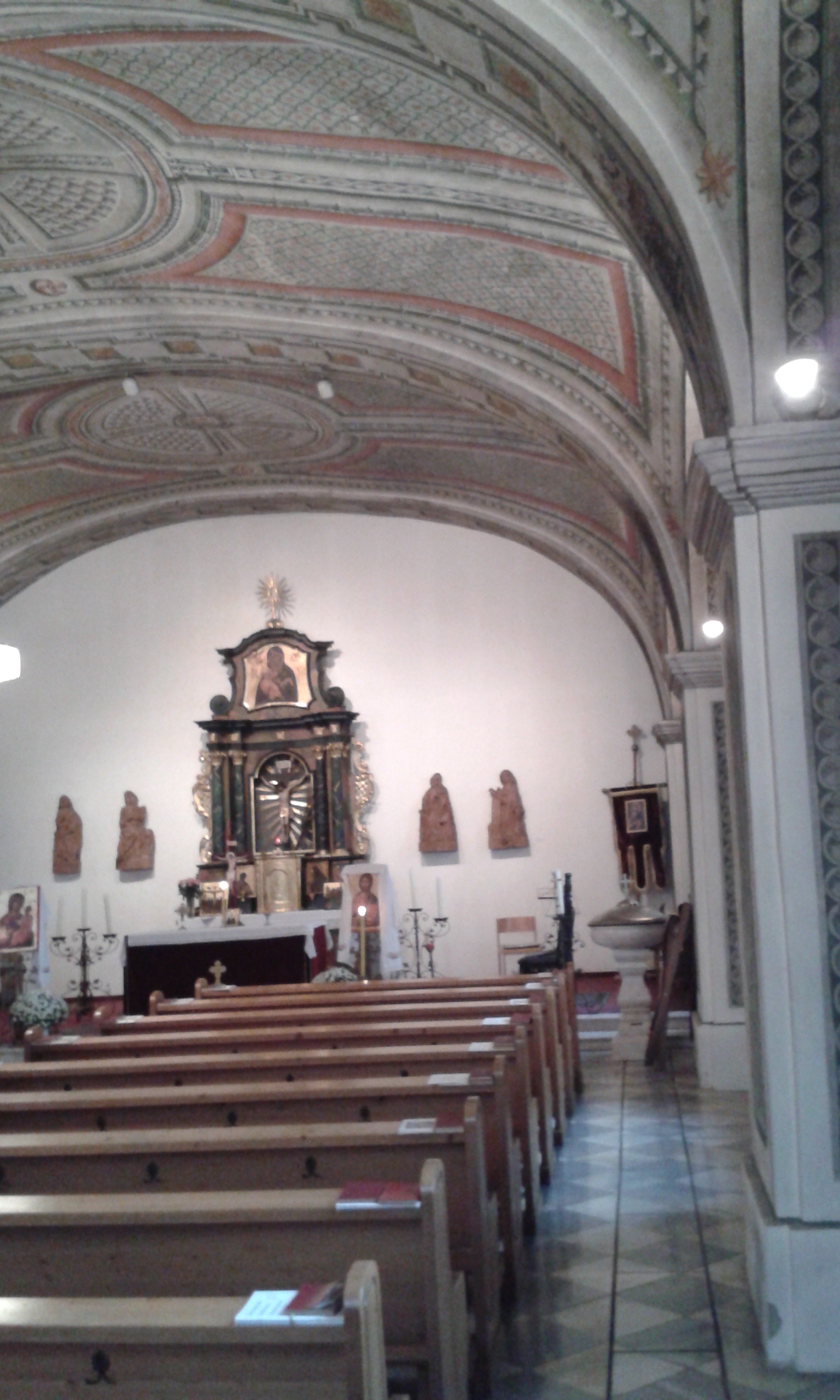
Altkatholische Kirche St. Markus, Klagenfurt

Die Kirche St. Markus in der Landeshauptstadt Klagenfurt am Wörthersee ist eine Pfarrkirche der Altkatholischen Kirche Österreichs. Das Patrozinium lautet auf den hl. Markus. Der Sakralbau steht unter Denkmalschutz. Die ab 1776 errichtete Markuskirche befindet sich im historischen Stadtkern (Inneren Stadt) in der Kaufmanngasse.

## Markuskirche
Auf dem Areal bestand von 1738 bis 1776 die Stadtkaserne. 1776 kam es zur Umwandlung in ein Gymnasium und eine Normalschule. In der Südwestecke des heute bestehenden Gebäudes wurde ab 1776 ein sakraler Teil unter Verwendung der tragenden Mauern des alten Kasernengebäudes errichtet. Ursprüngliche Nutzung war als Hauskapelle des k.k. Lyzeums. Der Stadtbaumeister Valentin Seebauer wird als Errichter vermutet, weil er auf einem Kostenvoranschlag vom 14. Jänner 1776 genannt wird.
Der Sakralbau ist ein 4-jochiger, ehemals gewesteter Saalraum, mit seichtem Altarjoch. Das östlichste Joch wird heute als Archivraum für den Landesschulrat verwendet. Breite Gurtbögen trennen die einzelnen Joche. Sie sind auf Pilaster aufruhend und mit Platzlgewölbe („Böhmischen Platzln“) überwölbt. Die Empore bestand bis nach 1900, dann wurde sie abgetragen. Sie war im Osten auf zwei Mauerpfeilern platziert.
In den Jahren nach 1776 wurde der Raum zur Gänze mit ornamentalen Gewölbe- und Wandmalereien einheitlich gestaltet. Diese wurden in den folgenden Jahrhunderten mehrfach übertüncht und vom Kirchenrestaurator ab 1984 teilweise wieder freigelegt. Bei den ornamentalen Gewölbemalereien mit den dekorativen Rundmedaillons hat es den Anschein, als sollte ein Stuck nachgeahmt werden. Der sakrale Raum diente bis 1891 als Hauskapelle für das k.k. Lyzeum und bis 1938 als Kapelle der Lehrerbildungsanstalt. Im Jahr 1938 erfolgte die Profanierung. Nach 1945 nützte man den Gebäudeteil als Turnsaal und als Bücherdepot. Die ursprüngliche Einrichtung (Haupt- und Seitenaltar, Kirchenbänke, Orgel) ging vollständig verloren.
Im Jahr 1984 wurde eine Nutzungsvereinbarung mit der altkatholischen Pfarrgemeinde abgeschlossen. Etwa 8 Monate lang wurde die kleine Kirche aufwendig restauriert. Ein Altar wurde aus Oberkärnten übertragen, allerdings ohne Bild, dieses kam ins Diözesanmuseum. Ergänzt wurde der Altar durch das von einem Ikonenmaler geschaffene Bildnis der Mutter Gottes von Vladimir. Ein Kruzifix aus dem 18. Jahrhundert und vier Holzstatuen (die Evangelisten) kamen hinzu. Das Orgelpositiv stammt vom Orgelbaumeister Ottisch.
Am 12. Oktober 1985 weihte der altkatholische Bischof von Österreich Nikolaus Hummel den Sakralbau auf das Patrozinium des hl. Markus. An die Markuskirche schließt sich ein Gemeindezentrum an, bestehend aus dem Pfarramt, einem Gemeindesaal und einer Teeküche.
Im Jahr 1993 wurde die Stiege unweit der Kirche in Döllingerstiege umbenannt. Ignaz von Döllinger war ein Wegbereiter des Altkatholizismus. Von außen ist der sakrale Teil praktisch nicht zu erkennen. Die schlichte Fassade mit Gesimsgliederung stammt aus der Mitte des 19. Jahrhunderts. Das Bundesdenkmalamt hat die weltlichen und kirchlichen Liegenschaften zwischen der Kaufmanngasse und der 10.-Oktober-Straße mit dem Titel Landesschulratsgebäude (ehem. Lyzeum) mit altkath. Markuskirche unter Denkmalschutz gestellt.

## Altkatholische Kirchengemeinde Klagenfurt
Kurz vor 1900 ziehen die ersten altkatholischen Familien nach Kärnten. Am 8. Dezember 1902 wird der erste altkatholische Gottesdienst in Klagenfurt abgehalten, er fand in der evangelischen Kirche statt. Im Jahr 1931 wurde eine Filialgemeinde der Kirchengemeinde Graz konstituiert, ab 1932 mit dem Recht der Matrikelführung. Am 4. November 1941 erfolgt die Erhebung zur selbständigen Gemeinde mit der Bezeichnung: Altkatholische Kirchengemeinde Kärnten und Osttirol.
Am 27. Mai 1947 spendet Bischof Stefan Török in der Burgkapelle Klagenfurt das Sakrament der Firmung. 1978 werden die 100-Jahr feiern der staatlichen Anerkennung der Kirche begangen. Die Burgkapelle in der Stadt Villach wird als altkatholische Gottesdienststätte adaptiert und 1980 durch Bischof Nikolaus Hummel gesegnet. Im Oktober 2015 fand die Synode der Altkatholischen Kirche Österreichs, bestehend aus 2/3 Laien und 1/3 Geistlichen, erstmals in Klagenfurt statt.
Der Seelsorgeraum des altkatholischen Pfarramtes Klagenfurt mit Sitz in der Kaufmanngasse Nr. 11 umfasst das Bundesland Kärnten und Osttirol. Neben der Markuskirche ist die Burgkapelle der Burg Villach (St. Heinrich und St. Kunigunde) eine ständige Gottesdienststätte. Diasporagottesdienste finden des Weiteren in Arnoldstein, Sankt Veit an der Glan, Lienz, Ferlach, Völkermarkt und Wolfsberg statt.

## Ökumenische Nutzung
Seit 1994 besteht eine Vereinbarung zwischen der altkatholischen Pfarre und der serbisch-orthodoxen Gemeinde von Klagenfurt. Die Altkatholiken gewähren den orthodoxen Christen in der Markuskirche und in der Burgkapelle Villach Gastfreundschaft. Aus diesem Grund sind in St. Markus auch ständig zwei Ikonen im Altarraum aufgestellt, sozusagen als „Mini-Ikonostase“. Der Altar ist baulich so eingerichtet, dass sowohl zum Volk hin, als auch in die ältere Richtung zelebriert werden kann.
Die altkatholische Kirche in Klagenfurt beteiligt sich jährlich an der Lange Nacht der Kirchen der Landeshauptstadt.

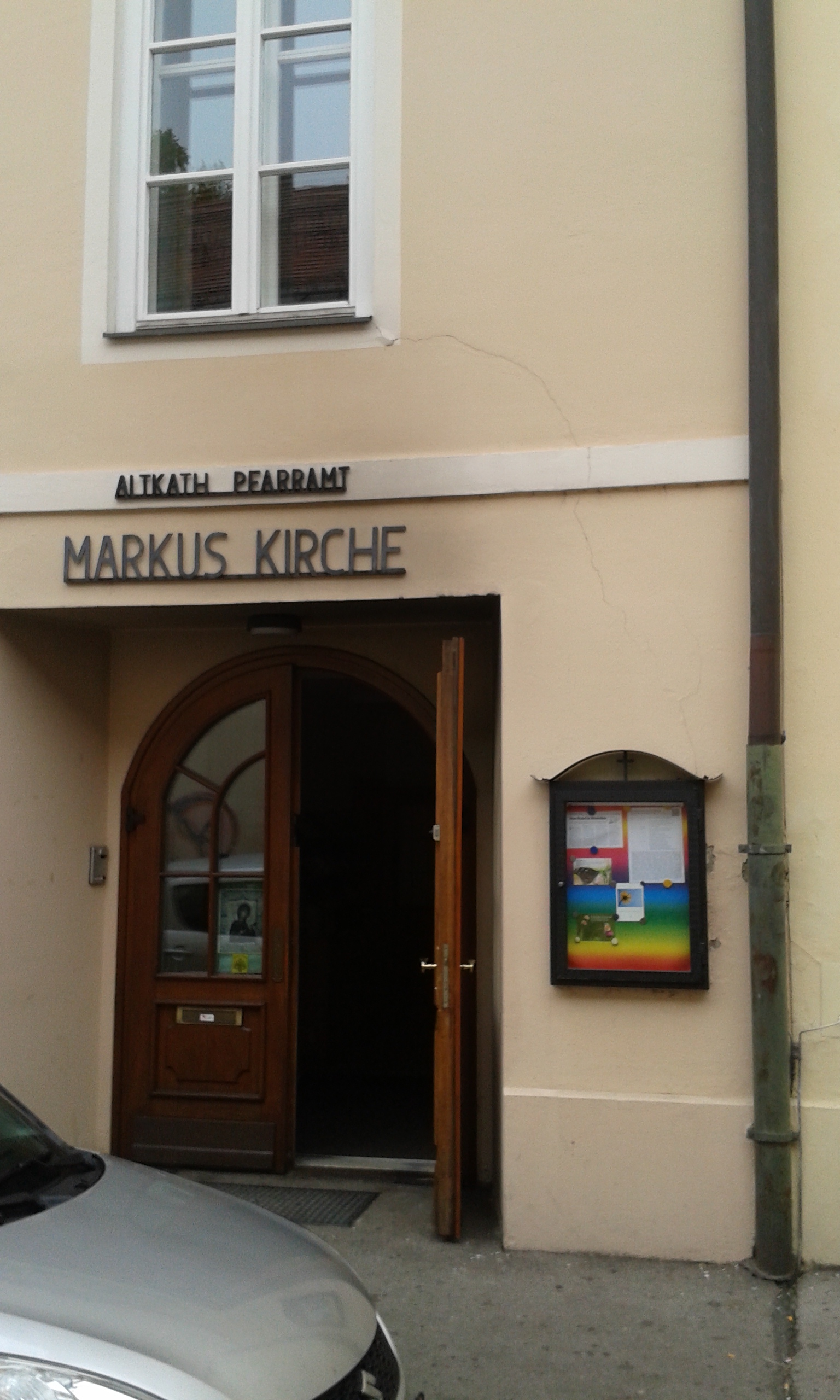
St. Markuskirche Klagenfurt, Eingang
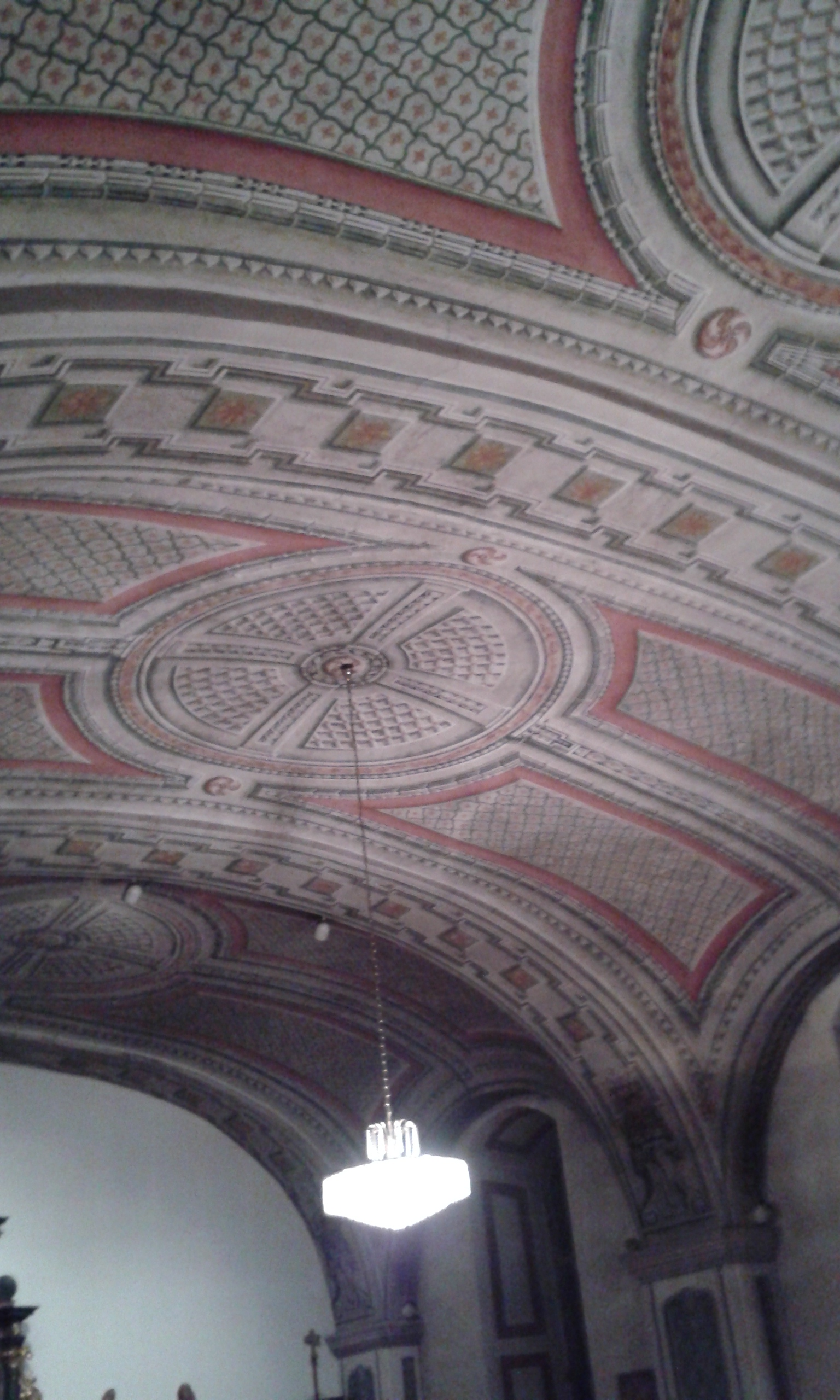
St. Markuskirche Klagenfurt, Gewölbe
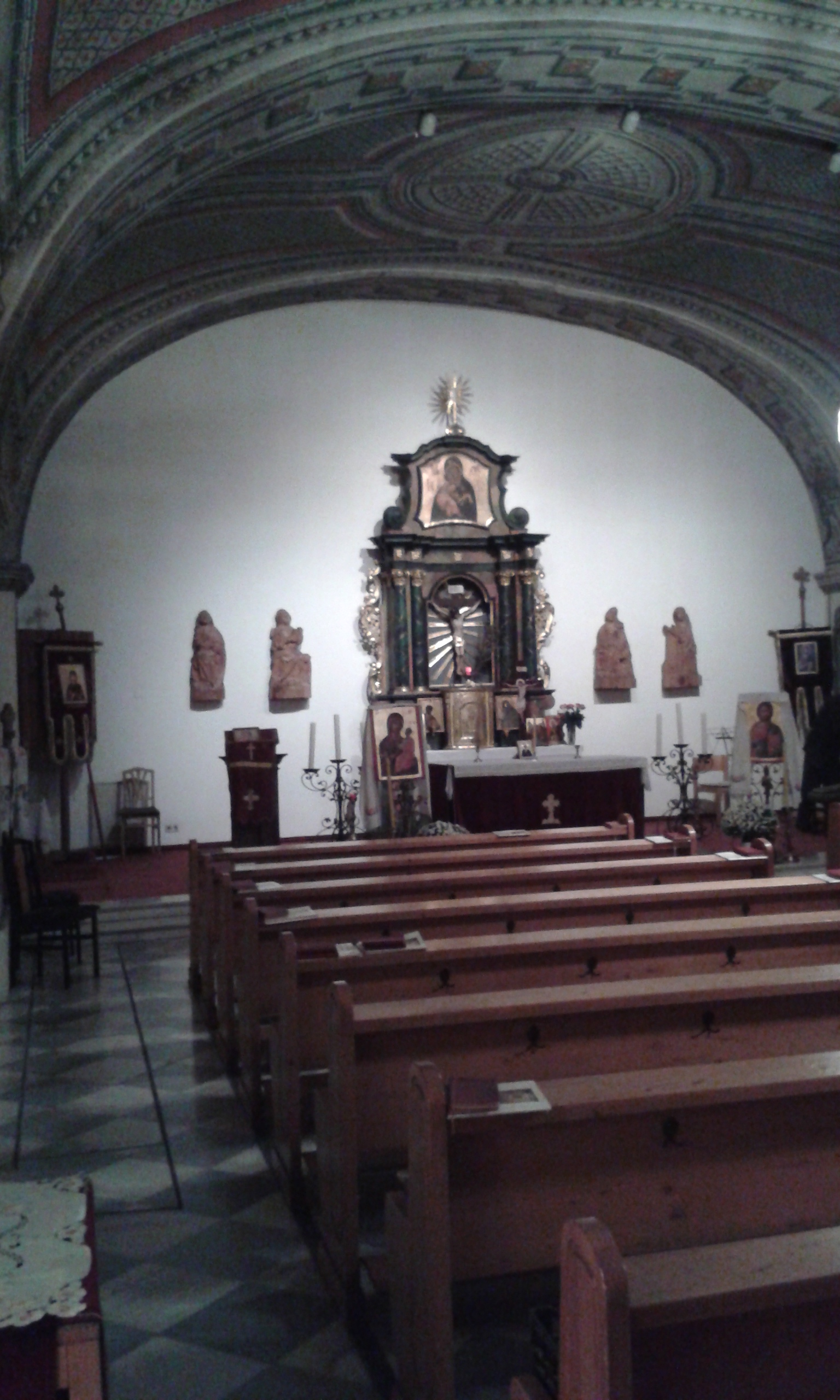
St. Markuskirche Klagenfurt, Kirchenraum